# Golanki Górne
Golanki Górne – wieś sołecka w Polsce położona w województwie mazowieckim, w powiecie płockim, w gminie Bulkowo.
| SIMC    | Nazwa         | Rodzaj    |
| ------- | ------------- | --------- |
| 0561460 | Golanki Dolne | część wsi |

W latach 1975–1998 miejscowość administracyjnie należała do województwa płockiego.